# Kévin Gameiro
Kévin Gameiro (sinh ngày 9 tháng 5 năm 1987) là cầu thủ bóng đá người Pháp chơi cho câu lạc bộ bóng đá  Racing Strasbourg tại Ligue 1. Anh chơi ở vị trí tiền đạo.

## Đầu sự nghiệp
Gameiro sinh ra ở Senlis, một xã ở Oise, cách Paris 35 kilômét (22 mi) về phía bắc. Anh bắt đầu sự nghiệp tại ES Marly-la-Ville năm lên sáu. Năm 13 tuổi, anh quyết định ở lại vùng Picardie và gia nhập US Chantilly. Tại đây Gameiro thu hút sự chú ý của cựu cầu thủ RC Strasbourg và lúc đó đang là nhà tuyển trạch của câu lạc bộ này, Jacky Duguépéroux. Vào năm 2004, Gameiro chuyển tới đội bóng vùng Grand Est.

## Sự nghiệp câu lạc bộ

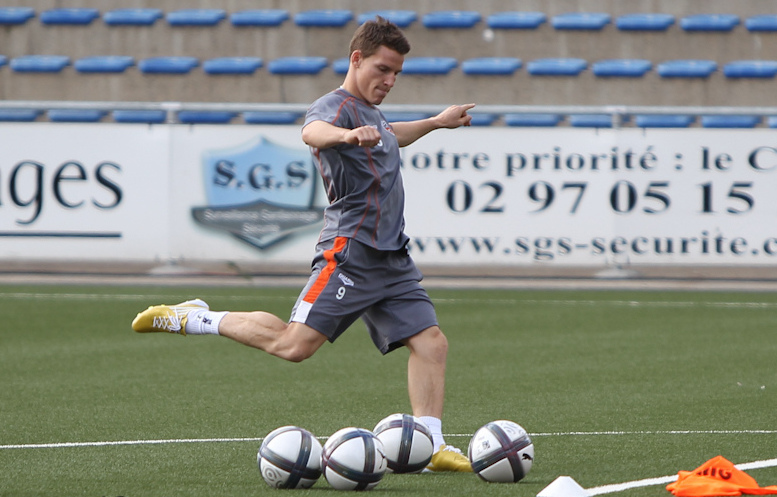
Gameiro tập luyện cùng Lorient năm 2010

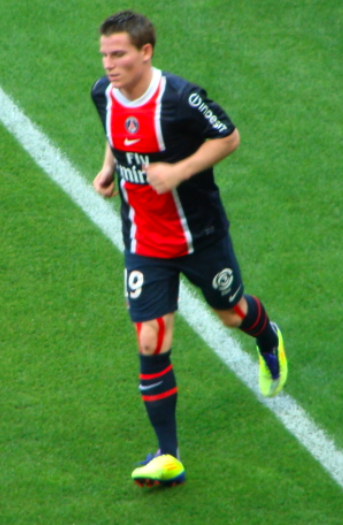
Gameiro chơi cho Paris Saint-Germain năm 2011

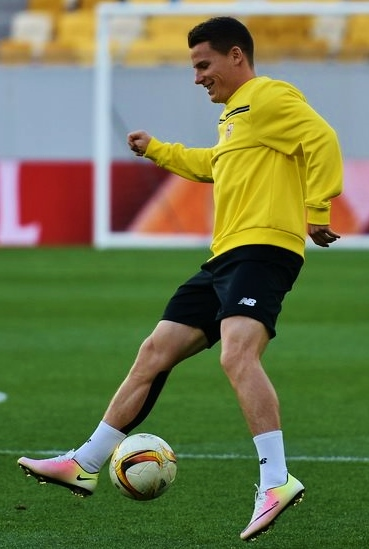
Gameiro đang tập luyện cùng Sevilla

## Sự nghiệp quốc tế
Gameiro từng chơi cho các đội trẻ Pháp như U-18, U-20 và U-21.

## Thống kê sự nghiệp

### Câu lạc bộ
Tính đến 29 tháng 4 năm 2017
| Câu lạc bộ          | Mùa            | Giải quốc gia | Giải quốc gia | Giải quốc gia | Cúp  | Cúp | Cúp      | Europe | Europe | Europe   | Tổng | Tổng | Tổng     |
| Câu lạc bộ          | Mùa            | Trận          | Bàn           | Kiến tạo      | Trận | Bàn | Kiến tạo | Trận   | Bàn    | Kiến tạo | Trận | Bàn  | Kiến tạo |
| ------------------- | -------------- | ------------- | ------------- | ------------- | ---- | --- | -------- | ------ | ------ | -------- | ---- | ---- | -------- |
| Strasbourg          | 2005–06        | 8             | 1             | 1             | 1    | 2   | 0        | 3      | 2      | 0        | 12   | 5    | 1        |
| Strasbourg          | 2006–07        | 16            | 3             | 2             | 4    | 3   | 0        | 0      | 0      | 0        | 20   | 6    | 2        |
| Strasbourg          | 2007–08        | 34            | 6             | 3             | 2    | 0   | 0        | 0      | 0      | 0        | 36   | 6    | 3        |
| Strasbourg          | Tổng           | 58            | 10            | 6             | 7    | 5   | 0        | 3      | 2      | 0        | 68   | 17   | 6        |
| Lorient             | 2008–09        | 37            | 11            | 8             | 2    | 2   | 1        | 0      | 0      | 0        | 39   | 13   | 9        |
| Lorient             | 2009–10        | 35            | 17            | 6             | 5    | 2   | 1        | 0      | 0      | 0        | 40   | 19   | 7        |
| Lorient             | 2010–11        | 36            | 22            | 3             | 5    | 2   | 0        | 0      | 0      | 0        | 41   | 24   | 3        |
| Lorient             | Tổng           | 108           | 50            | 17            | 12   | 6   | 2        | 0      | 0      | 0        | 120  | 56   | 19       |
| Paris Saint-Germain | 2011–12        | 34            | 11            | 1             | 4    | 2   | 0        | 7      | 1      | 0        | 45   | 14   | 1        |
| Paris Saint-Germain | 2012–13        | 25            | 8             | 1             | 5    | 1   | 0        | 3      | 0      | 0        | 33   | 9    | 1        |
| Paris Saint-Germain | Tổng           | 59            | 19            | 2             | 9    | 3   | 0        | 10     | 1      | 0        | 78   | 23   | 2        |
| Sevilla             | 2013–14        | 35            | 15            | 4             | 1    | 0   | 0        | 12     | 6      | 1        | 43   | 21   | 5        |
| Sevilla             | 2014–15        | 26            | 8             | 2             | 6    | 5   | 2        | 12     | 4      | 2        | 44   | 17   | 6        |
| Sevilla             | 2015–16        | 31            | 16            | 4             | 6    | 3   | 0        | 15     | 10     | 1        | 52   | 29   | 5        |
| Sevilla             | Tổng           | 92            | 39            | 10            | 13   | 9   | 2        | 38     | 18     | 4        | 141  | 68   | 16       |
| Atlético Madrid     | 2016–17        | 29            | 12            | 5             | 6    | 2   | 1        | 7      | 2      | 1        | 42   | 16   | 7        |
| Tổng sự nghiệp      | Tổng sự nghiệp | 346           | 130           | 40            | 47   | 24  | 5        | 59     | 25     | 5        | 452  | 179  | 50       |

### Quốc tế
Tính đến 28 tháng 3 năm 2017
| Đội tuyển | Mùa  | Trận | Bàn |
| --------- | ---- | ---- | --- |
| Pháp      | 2010 | 1    | 0   |
| Pháp      | 2011 | 7    | 1   |
| Pháp      | 2016 | 4    | 2   |
| Pháp      | 2017 | 1    | 0   |
| Tổng      | Tổng | 13   | 3   |

### Bàn thắng quốc tế
| #  | Ngày                | Sân vận động                       | Đối thủ  | Tỉ số | Kết quả | Giải                     |
| -- | ------------------- | ---------------------------------- | -------- | ----- | ------- | ------------------------ |
| 1. | 6 tháng 6 năm 2011  | Donbass Arena, Donetsk, Ukraina    | Ukraina  | 1–1   | 1–4     | Giao hữu                 |
| 2  | 7 tháng 10 năm 2016 | Stade de France, Saint-Denis, Pháp | Bulgaria | 1–1   | 4–1     | Vòng loại World Cup 2018 |
| 3  | 7 tháng 10 năm 2016 | Stade de France, Saint-Denis, Pháp | Bulgaria | 4–1   | 4–1     | Vòng loại World Cup 2018 |

## Danh hiệu
Paris Saint-Germain
- Ligue 1: 2012–13

Sevilla
- UEFA Europa League: 2013–14, 2014–15, 2015–16

#### Atlético Madrid
- UEFA Europa League: 2017–18
- UEFA Super Cup: 2018

Valencia
- Copa del Rey: 2018–19